# Watnik
Watnik (z ros. Ватник) – pogardliwe określenie stosowane wobec ludzi popierających politykę Kremla, zwłaszcza w kontekście konfliktu z Ukrainą.

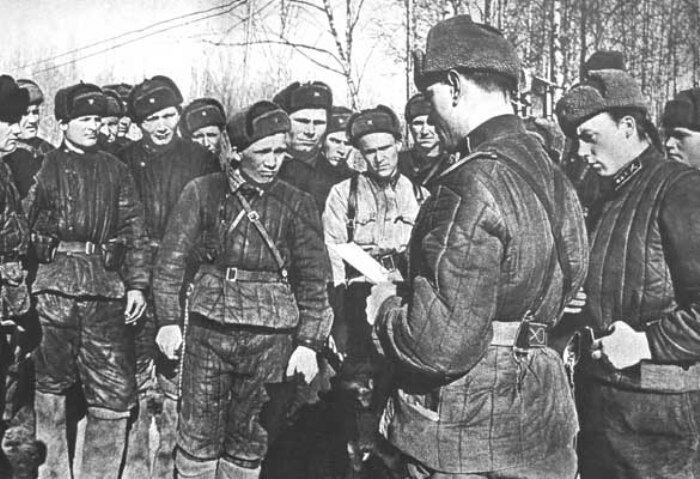
Radzieccy żołnierze w pikowanych kurtkach w czasie II wojny światowej

Słowo „watnik” (zapisywane w angielskiej transliteracji vatnik) oznacza pikowaną kurtkę z waty, popularny element ubioru stosowany przez żołnierzy Armii Czerwonej sprzed jak i w czasie II wojny światowej. Po zakończeniu wojny była używana także przez cywilów.
Pierwsze użycie tego terminu w pejoratywnym kontekście datuje się na 2011, gdy w portalu społecznościowym VKontakte stworzono postać „Raszki – watnika kanciastoportego” (nawiązanie do amerykańskiej kreskówki SpongeBob Kanciastoporty), personifikacja pikowanej kurtki, która stała się internetowym memem mającym na celu wyśmiewanie negatywnych cech typowych Rosjan. Jak stwierdził anonimowo twórca mema, Raszka „łączył w sobie wszystkie cechy lewicy, prawicy, centrystów, nacjonalistów, komunistów  – wszystkich tzw. patriotów Rosji”, a „patriotyzm Watnika to całkowita miłość do obecnego reżimu”.
W 2014 roku, po aneksji Krymu i wybuchu wojny w Donbasie słowo Watnik zaczęło być używane przez zwolenników Euromajdanu w kontekście nie tylko Rosjan popierających politykę Kremla, ale także wobec Ukraińców sprzeciwiających się nowej władzy w Kijowie. W tym okresie zauważalne było, że niektórzy ludzie określani tak przez politycznych przeciwników zaczęli budować swoją więź wokół tego słowa i identyfikować się za jego pomocą (proces ten można to porównać do piosenki „Yankee Doodle”, która została wymyślona by ośmieszyć ruch niepodległościowy w Ameryce, a dziś jest uznawana za pieśń narodową w USA). Ponadto zwolennicy prorosyjskiej polityki wkrótce stworzyli „Wysziwatnika” – mema wzorowanego na Raszce, który z kolei miał wyśmiewać Ukraińców i ruch Euromajdanu.
Rosyjscy językoznawcy uznają słowo „Watnik” za rodzaj mowy nienawiści, ponieważ pikowana kurtka używana jest przez najbiedniejsze warstwy społeczne, co może prowadzić do stygmatyzacji na tle nie tylko narodowościowym, ale także społecznym. W 2015 na Ukrainie dyskutowano na temat potrzeby wprowadzenia słownika dla rodzimych mediów do opisu wojny w Donbasie w celu promowania neutralnej terminologii. Jednym z terminów, których media miałyby się wystrzegać, był właśnie „watnik”.
Istniejący na Litwie portal internetowy vatnikas.lt zajmujący się publikacją nazwisk osób rozpowszechniających rosyjską propagandę, demaskacją dezinformacji i manipulacji wziął swoją nazwę właśnie od określenia „watnik”.